# 1. Fußball-Club Nürnberg Verein für Leibesübungen 2019-2020
Questa voce raccoglie le informazioni riguardanti il 1. Fußball-Club Nürnberg Verein für Leibesübungen nelle competizioni ufficiali della stagione 2019-2020.

## Stagione
Nella stagione 2019-2020 il Norimberga, allenato da Damir Čanadi, Marek Mintál e Jens Keller, concluse il campionato di 2. Bundesliga al 16º posto. In Coppa di Germania il Norimberga fu eliminato al secondo turno dal Kaiserslautern.

## Rosa
| N. |                       | Ruolo | Calciatore              |
| -- | --------------------- | ----- | ----------------------- |
| 1  | Germania (bandiera)   | P     | Patric Klandt           |
| 3  | Grecia (bandiera)     | D     | Kōnstantinos Mavropanos |
| 4  | Danimarca (bandiera)  | D     | Asger Sørensen          |
| 5  | Germania (bandiera)   | C     | Johannes Geis           |
| 6  | Germania (bandiera)   | D     | Tim Handwerker          |
| 7  | Germania (bandiera)   | A     | Felix Lohkemper         |
| 8  | Austria (bandiera)    | A     | Nikola Dovedan          |
| 9  | Svezia (bandiera)     | A     | Mikael Ishak            |
| 10 | Germania (bandiera)   | C     | Sebastian Kerk          |
| 11 | Slovacchia (bandiera) | A     | Adam Zreľák             |
| 14 | Svizzera (bandiera)   | A     | Michael Frey            |
| 15 | Germania (bandiera)   | C     | Fabian Nürnberger       |
| 16 | Slovenia (bandiera)   | C     | Adam Gnezda Čerin       |
| 17 | Germania (bandiera)   | A     | Robin Hack              |
| 18 | Germania (bandiera)   | C     | Hanno Behrens           |
| 19 | Germania (bandiera)   | D     | Philip Heise            |

| N. |                        | Ruolo | Calciatore          |
| -- | ---------------------- | ----- | ------------------- |
| 21 | Germania (bandiera)    | P     | Felix Dornebusch    |
| 22 | Germania (bandiera)    | D     | Enrico Valentini    |
| 23 | Germania (bandiera)    | A     | Fabian Schleusener  |
| 24 | Paesi Bassi (bandiera) | A     | Virgil Misidjan     |
| 25 | Germania (bandiera)    | D     | Oliver Sorg         |
| 26 | Germania (bandiera)    | P     | Christian Mathenia  |
| 27 | Germania (bandiera)    | A     | Paul-Philipp Besong |
| 28 | Germania (bandiera)    | D     | Lukas Mühl          |
| 29 | Germania (bandiera)    | C     | Patrick Erras       |
| 30 | Austria (bandiera)     | P     | Andreas Lukse       |
| 33 | Austria (bandiera)     | D     | Georg Margreitter   |
| 34 | Germania (bandiera)    | P     | Benedikt Willert    |
| 38 | Germania (bandiera)    | C     | Lukas Schleimer     |
| 40 | Portogallo (bandiera)  | A     | Iuri Medeiros       |
| 41 | Germania (bandiera)    | P     | Felix Kielkopf      |

## Organigramma societario
Area tecnica
- Allenatore: Michael Wiesinger
- Allenatore in seconda: Fabian Gerber, Ahmet Koc, Marek Mintál
- Preparatore dei portieri: Martin Scharrer
- Preparatori atletici: Florian Klausner, James Morgan, Gerald Stürzenhofecker

## Calciomercato

### Sessione estiva
| Acquisti | Acquisti           | Acquisti       | Acquisti |
| R.       | Nome               | da             | Modalità |
| -------- | ------------------ | -------------- | -------- |
| C        | Adam Gnezda Čerin  | Domžale        |          |
| A        | Michael Frey       | Fenerbahçe     |          |
| C        | Johannes Geis      | Sconosciuta    |          |
| A        | Iuri Medeiros      | Legia Varsavia |          |
| A        | Fabian Schleusener | Friburgo       |          |
| D        | Asger Sørensen     | Salisburgo     |          |
| A        | Nikola Dovedan     | Heidenheim     |          |
| A        | Robin Hack         | Hoffenheim     |          |
| D        | Tim Handwerker     | Groningen      |          |
| A        | Felix Lohkemper    | Magdeburgo     |          |
| C        | Fabian Nürnberger  | Norimberga II  |          |
| D        | Oliver Sorg        | Hannover 96    |          |

| Cessioni | Cessioni                   | Cessioni               | Cessioni |
| R.       | Nome                       | a                      | Modalità |
| -------- | -------------------------- | ---------------------- | -------- |
| D        | Kevin Goden                | Eintracht Braunschweig |          |
| A        | Federico Palacios Martínez | Jahn Ratisbona         |          |
| C        | Simon Rhein                | Kickers Würzburg       |          |
| A        | Törles Knöll               | Wehen Wiesbaden        |          |
| D        | Robert Bauer               | Werder Brema           |          |
| P        | Fabian Bredlow             | Stoccarda              |          |
| D        | Ewerton                    | Amburgo                |          |
| A        | Yūya Kubo                  | Gent                   |          |
| D        | Tim Leibold                | Amburgo                |          |
| D        | Dennis Lippert             | Norimberga II          |          |
| C        | Eduard Löwen               | Hertha Berlino         |          |
| A        | Matheus Pereira            | Sporting Lisbona       |          |
| A        | Edgar Salli                | Sepsi                  |          |
| C        | Timothy Tillman            | Bayern Monaco II       |          |

### Sessione invernale
| Acquisti | Acquisti                | Acquisti     | Acquisti |
| R.       | Nome                    | da           | Modalità |
| -------- | ----------------------- | ------------ | -------- |
| D        | Kōnstantinos Mavropanos | Arsenal      |          |
| D        | Philip Heise            | Norwich City |          |

| Cessioni | Cessioni        | Cessioni      | Cessioni |
| R.       | Nome            | a             | Modalità |
| -------- | --------------- | ------------- | -------- |
| C        | Lukas Jäger     | Sturm Graz    |          |
| C        | Ondřej Petrák   | Dinamo Dresda |          |
| C        | Alexander Fuchs | Unterhaching  |          |

## Risultati

### 2. Bundesliga

#### Girone di andata
| Arbitro: | Zwayer |

|  |           |             |
|  | Marcatori | 53’ Dovedan |

| Arbitro: | Osmers |

|  |           |                                                        |
|  | Marcatori | 12’ Dudziak 30’ Kittel 72’ Narey 81’ (aut.) Handwerker |

| Arbitro: | Kampka |

|                                    |           |                       |
| Engels 25’ Behrens 35’ Türpitz 89’ | Marcatori | 45’ Kerk 70’ Sørensen |

| Arbitro: | Waschitzki-Günther |

|          |           |  |
| Geis 80’ | Marcatori |  |

| Arbitro: | Heft |

|                      |           |                         |
| Dovedan 30’ Geis 70’ | Marcatori | 82’ Dorsch 84’ Schimmer |

| Arbitro: | Sather |

|                          |           |                       |
| Dursun 6’, 82’ Đumić 72’ | Marcatori | 9’, 85’ Hack 45’ Frey |

| Arbitro: | Fritz |

|                 |           |              |
| Geis 24’ (rig.) | Marcatori | 40’ Stiefler |

| Arbitro: | Petersen |

|  |           |                                          |
|  | Marcatori | 3’, 83’ Margreitter 26’ Behrens 45’ Hack |

| Arbitro: | Koslowski |

|             |           |              |
| Behrens 51’ | Marcatori | 23’ Gyökeres |

| Arbitro: | Schlager |

|                                                             |           |                               |
| Nəzərov 62’ (rig.) Hochscheidt 75’ Mihojević 86’ Krüger 90’ | Marcatori | 51’ Frey 78’, 90’ (rig.) Geis |

| Arbitro: | Alt |

|             |           |               |
| Behrens 38’ | Marcatori | 90’ Schneider |

| Arbitro: | Jöllenbeck |

|                                      |           |              |
| Soares 9’ Lorenz 40’ Wintzheimer 45’ | Marcatori | 63’ Sørensen |

| Arbitro: | Ittrich |

|              |           |                                                  |
| Sørensen 59’ | Marcatori | 10’ Clauss 13’ Voglsammer 15’, 60’ Klos 73’ Yabo |

| Fürth 24 novembre 2019, ore 13:30 CET 14ª giornata | Greuther Fürth | 0 – 0 referto | Norimberga | Sportpark Ronhof Thomas Sommer (15 000 spett.)\| Arbitro: \| Gräfe \| |
| Arbitro:                                           | Gräfe          |               |            |                                                                       |

| Arbitro: | Stegemann |

|  |           |                         |
|  | Marcatori | 4’ Schäffler 48’ Kyereh |

| Arbitro: | Schröder |

|                                         |           |          |
| Mvumpa 58’ (rig.) Gómez 59’ Förster 72’ | Marcatori | 10’ Frey |

| Arbitro: | Gerach |

|                       |           |                       |
| Sørensen 38’ Hack 67’ | Marcatori | 77’ Serra 90’ Thesker |

#### Girone di ritorno
| Arbitro: | Jöllenbeck |

|               |           |  |
| Hack 33’, 53’ | Marcatori |  |

| Arbitro: | Schmidt |

|                                                            |           |                |
| Jatta 17’ Hinterseer 28’ (rig.) Kittel 67’ (rig.) Jung 82’ | Marcatori | 51’ Handwerker |

| Arbitro: | Thomsen |

|                   |           |  |
| Frey 12’ Hack 52’ | Marcatori |  |

| Arbitro: | Reichel |

|  |           |             |
|  | Marcatori | 60’ Behrens |

| Arbitro: | Gerach |

|                      |           |                        |
| Kleindienst 45’, 83’ | Marcatori | 1’ Dovedan 62’ Behrens |

| Arbitro: | Alt |

|             |           |                            |
| Dovedan 30’ | Marcatori | 55’ (rig.) Kempe 89’ Đumić |

| Arbitro: | Günsch |

|  |           |           |
|  | Marcatori | 74’ Erras |

| Arbitro: | Schmidt |

|  |           |                                   |
|  | Marcatori | 18’ Hübers 27’ Maina 90’ Weydandt |

| Arbitro: | Siebert |

|              |           |  |
| Gyökeres 84’ | Marcatori |  |

| Arbitro: | Brych |

|                    |           |             |
| Gonther 63’ (aut.) | Marcatori | 51’ Nəzərov |

| Arbitro: | Bacher |

|                       |           |                               |
| Albers 44’ Stolze 48’ | Marcatori | 11’ Ishak 90’ (aut.) Knipping |

| Norimberga 30 maggio 2020, ore 13:00 CEST 29ª giornata | Norimberga | 0 – 0 referto | Bochum | Max-Morlock-Stadion (0 spett.)\| Arbitro: \| Sather \| |
| Arbitro:                                               | Sather     |               |        |                                                        |

| Arbitro: | Rohde |

|          |           |           |
| Klos 14’ | Marcatori | 43’ Erras |

| Arbitro: | Reichel |

|  |           |          |
|  | Marcatori | 56’ Raum |

| Arbitro: | Schlager |

|  |           |                                                |
|  | Marcatori | 7’, 41’, 65’ Hack 38’, 58’ Sørensen 83’ Zreľák |

| Arbitro: | Jöllenbeck |

|  |           |                                                             |
|  | Marcatori | 11’ Mvumpa 26’, 63’ Karazor 41’ Kalajdžić 52’, 76’ González |

| Arbitro: | Jablonski |

|                |           |          |
| Lauberbach 67’ | Marcatori | 3’ Erras |

### Coppa di Germania
| Arbitro: | Siebert |

|  |           |             |
|  | Marcatori | 88’ Dovedan |

| Arbitro: | Winkmann |

|                                                 |                      |                                            |
| Thiele 8’ (rig.), 74’ (rig.)                    | Marcatori            | 15’ Jäger 89’ Frey                         |
| Kraus Röser Starke Kühlwetter Hemlein Bjarnason | Tiri di rigore 6 – 5 | Geis Hack Dovedan Frey Sørensen Handwerker |

## Statistiche

### Statistiche di squadra
| Competizione      | Punti | In casa | In casa | In casa | In casa | In casa | In casa | In trasferta | In trasferta | In trasferta | In trasferta | In trasferta | In trasferta | Totale | Totale | Totale | Totale | Totale | Totale | DR  |
| Competizione      | Punti | G       | V       | N       | P       | Gf      | Gs      | G            | V            | N            | P            | Gf           | Gs           | G      | V      | N      | P      | Gf     | Gs     | DR  |
| ----------------- | ----- | ------- | ------- | ------- | ------- | ------- | ------- | ------------ | ------------ | ------------ | ------------ | ------------ | ------------ | ------ | ------ | ------ | ------ | ------ | ------ | --- |
| 2. Bundesliga     | 37    | 17      | 3       | 7       | 7       | 15      | 31      | 17           | 5            | 6            | 6            | 30           | 27           | 34     | 8      | 13     | 13     | 45     | 58     | -13 |
| Coppa di Germania | -     | 0       | 0       | 0       | 0       | 0       | 0       | 2            | 1            | 1            | 0            | 3            | 2            | 2      | 1      | 1      | 0      | 3      | 2      | +1  |
| Totale            | 37    | 17      | 3       | 7       | 7       | 15      | 31      | 19           | 6            | 7            | 6            | 33           | 29           | 36     | 9      | 14     | 13     | 48     | 60     | -12 |

### Andamento in campionato
| Giornata  | 1 | 2  | 3  | 4 | 5 | 6  | 7  | 8 | 9 | 10 | 11 | 12 | 13 | 14 | 15 | 16 | 17 | 18 | 19 | 20 | 21 | 22 | 23 | 24 | 25 | 26 | 27 | 28 | 29 | 30 | 31 | 32 | 33 | 34 |
| --------- | - | -- | -- | - | - | -- | -- | - | - | -- | -- | -- | -- | -- | -- | -- | -- | -- | -- | -- | -- | -- | -- | -- | -- | -- | -- | -- | -- | -- | -- | -- | -- | -- |
| Luogo     | T | C  | T  | C | C | T  | C  | T | C | T  | C  | T  | C  | T  | C  | T  | C  | C  | T  | C  | T  | T  | C  | T  | C  | T  | C  | T  | C  | T  | C  | T  | C  | T  |
| Risultato | V | P  | P  | V | N | N  | N  | V | N | P  | N  | P  | P  | N  | P  | P  | N  | V  | P  | V  | V  | N  | P  | V  | P  | P  | N  | N  | N  | N  | P  | V  | P  | N  |
| Posizione | 6 | 10 | 15 | 9 | 9 | 11 | 12 | 7 | 6 | 9  | 8  | 11 | 14 | 14 | 16 | 16 | 16 | 16 | 17 | 13 | 13 | 13 | 15 | 13 | 14 | 15 | 15 | 15 | 15 | 15 | 16 | 15 | 15 | 16 |

Legenda:

Luogo: C = Casa; T = Trasferta. Risultato: V = Vittoria; N = Pareggio; P = Sconfitta.

### Statistiche dei giocatori
| Giocatore            | 2. Bundesliga | 2. Bundesliga | 2. Bundesliga | 2. Bundesliga | Relegation 2. Bundesliga | Relegation 2. Bundesliga | Relegation 2. Bundesliga | Relegation 2. Bundesliga | Coppa di Germania | Coppa di Germania | Coppa di Germania | Coppa di Germania | Totale   | Totale | Totale      | Totale     |
| Giocatore            | Presenze      | Reti          | Ammonizioni   | Espulsioni    | Presenze                 | Reti                     | Ammonizioni              | Espulsioni               | Presenze          | Reti              | Ammonizioni       | Espulsioni        | Presenze | Reti   | Ammonizioni | Espulsioni |
| -------------------- | ------------- | ------------- | ------------- | ------------- | ------------------------ | ------------------------ | ------------------------ | ------------------------ | ----------------- | ----------------- | ----------------- | ----------------- | -------- | ------ | ----------- | ---------- |
| H. Behrens           | 34            | 5             | 4             | 0             | 2                        | 0                        | 1                        | 0                        | 2                 | 0                 | 0                 | 0                 | 38       | 5      | 5           | 0          |
| P. Besong            | 0             | 0             | 0             | 0             | 0                        | 0                        | 0                        | 0                        | 0                 | 0                 | 0                 | 0                 | 0        | 0      | 0           | 0          |
| F. Dornebusch        | 7             | 0             | 0             | 0             | 0                        | 0                        | 0                        | 0                        | 0                 | 0                 | 0                 | 0                 | 7        | 0      | 0           | 0          |
| N. Dovedan           | 31            | 4             | 4             | 0             | 1                        | 0                        | 0                        | 0                        | 2                 | 1                 | 1                 | 0                 | 34       | 5      | 5           | 0          |
| P. Erras             | 20            | 3             | 5             | 0             | 2                        | 0                        | 0                        | 0                        | 1                 | 0                 | 0                 | 0                 | 23       | 3      | 5           | 0          |
| M. Frey              | 29            | 4             | 5             | 1             | 2                        | 0                        | 0                        | 0                        | 1                 | 1                 | 0                 | 0                 | 32       | 5      | 5           | 1          |
| A. Fuchs             | 0             | 0             | 0             | 0             | 0                        | 0                        | 0                        | 0                        | 0                 | 0                 | 0                 | 0                 | 0        | 0      | 0           | 0          |
| J. Geis              | 29            | 5             | 6             | 0             | 0                        | 0                        | 0                        | 0                        | 2                 | 0                 | 0                 | 0                 | 31       | 5      | 6           | 0          |
| K. Goden             | 0             | 0             | 0             | 0             | 0                        | 0                        | 0                        | 0                        | 0                 | 0                 | 0                 | 0                 | 0        | 0      | 0           | 0          |
| R. Hack              | 31            | 10            | 6             | 0             | 2                        | 0                        | 1                        | 0                        | 1                 | 0                 | 1                 | 0                 | 34       | 10     | 8           | 0          |
| T. Handwerker        | 27            | 1             | 4             | 0             | 2                        | 0                        | 1                        | 0                        | 2                 | 0                 | 0                 | 0                 | 31       | 1      | 5           | 0          |
| P. Heise             | 11            | 0             | 3             | 0             | 0                        | 0                        | 0                        | 0                        | 0                 | 0                 | 0                 | 0                 | 11       | 0      | 3           | 0          |
| M. Ishak             | 11            | 1             | 2             | 0             | 2                        | 0                        | 0                        | 0                        | 2                 | 0                 | 0                 | 0                 | 15       | 1      | 2           | 0          |
| L. Jäger             | 14            | 0             | 3             | 0             | 0                        | 0                        | 0                        | 0                        | 1                 | 1                 | 0                 | 0                 | 15       | 1      | 3           | 0          |
| S. Kerk              | 20            | 1             | 0             | 0             | 0                        | 0                        | 0                        | 0                        | 2                 | 0                 | 0                 | 0                 | 22       | 1      | 0           | 0          |
| F. Kielkopf          | 0             | 0             | 0             | 0             | 0                        | 0                        | 0                        | 0                        | 0                 | 0                 | 0                 | 0                 | 0        | 0      | 0           | 0          |
| P. Klandt            | 0             | 0             | 0             | 0             | 0                        | 0                        | 0                        | 0                        | 1                 | 0                 | 0                 | 0                 | 1        | 0      | 0           | 0          |
| N. Knothe            | 0             | 0             | 0             | 0             | 0                        | 0                        | 0                        | 0                        | 0                 | 0                 | 0                 | 0                 | 0        | 0      | 0           | 0          |
| T. Knöll             | 1             | 0             | 0             | 0             | 0                        | 0                        | 0                        | 0                        | 0                 | 0                 | 0                 | 0                 | 1        | 0      | 0           | 0          |
| F. Lohkemper         | 14            | 0             | 1             | 0             | 0                        | 0                        | 0                        | 0                        | 0                 | 0                 | 0                 | 0                 | 14       | 0      | 1           | 0          |
| A. Lukse             | 2             | 0             | 0             | 0             | 0                        | 0                        | 0                        | 0                        | 1                 | 0                 | 0                 | 0                 | 3        | 0      | 0           | 0          |
| G. Margreitter       | 18            | 2             | 1             | 0             | 1                        | 0                        | 0                        | 0                        | 1                 | 0                 | 0                 | 0                 | 20       | 2      | 1           | 0          |
| C. Mathenia          | 24            | 0             | 2             | 1             | 2                        | 0                        | 0                        | 0                        | 0                 | 0                 | 0                 | 0                 | 26       | 0      | 2           | 1          |
| K. Mavropanos        | 11            | 0             | 3             | 0             | 1                        | 0                        | 1                        | 0                        | 0                 | 0                 | 0                 | 0                 | 12       | 0      | 4           | 0          |
| I. Medeiros          | 9             | 0             | 0             | 0             | 0                        | 0                        | 0                        | 0                        | 2                 | 0                 | 0                 | 0                 | 11       | 0      | 0           | 0          |
| V. Misidjan          | 0             | 0             | 0             | 0             | 0                        | 0                        | 0                        | 0                        | 0                 | 0                 | 0                 | 0                 | 0        | 0      | 0           | 0          |
| L. Mühl              | 19            | 0             | 3             | 0             | 2                        | 0                        | 0                        | 0                        | 2                 | 0                 | 0                 | 0                 | 23       | 0      | 3           | 0          |
| F. Nürnberger        | 16            | 0             | 2             | 1             | 2                        | 2                        | 2                        | 0                        | 0                 | 0                 | 0                 | 0                 | 18       | 2      | 4           | 1          |
| F. Palacios Martínez | 1             | 0             | 0             | 0             | 0                        | 0                        | 0                        | 0                        | 0                 | 0                 | 0                 | 0                 | 1        | 0      | 0           | 0          |
| O. Petrák            | 3             | 0             | 0             | 0             | 0                        | 0                        | 0                        | 0                        | 0                 | 0                 | 0                 | 0                 | 3        | 0      | 0           | 0          |
| S. Rhein             | 0             | 0             | 0             | 0             | 0                        | 0                        | 0                        | 0                        | 0                 | 0                 | 0                 | 0                 | 0        | 0      | 0           | 0          |
| L. Schleimer         | 0             | 0             | 0             | 0             | 0                        | 0                        | 0                        | 0                        | 0                 | 0                 | 0                 | 0                 | 0        | 0      | 0           | 0          |
| F. Schleusener       | 19            | 0             | 2             | 0             | 2                        | 1                        | 0                        | 0                        | 0                 | 0                 | 0                 | 0                 | 21       | 1      | 2           | 0          |
| O. Sorg              | 25            | 0             | 2             | 0             | 1                        | 0                        | 0                        | 0                        | 2                 | 0                 | 0                 | 0                 | 28       | 0      | 2           | 0          |
| A. Sørensen          | 24            | 6             | 4             | 2             | 2                        | 0                        | 0                        | 0                        | 2                 | 0                 | 0                 | 0                 | 28       | 6      | 4           | 2          |
| E. Valentini         | 19            | 0             | 4             | 0             | 2                        | 0                        | 0                        | 0                        | 2                 | 0                 | 1                 | 0                 | 23       | 0      | 5           | 0          |
| B. Willert           | 2             | 0             | 0             | 0             | 0                        | 0                        | 0                        | 0                        | 0                 | 0                 | 0                 | 0                 | 2        | 0      | 0           | 0          |
| A. Zreľák            | 13            | 1             | 1             | 0             | 2                        | 0                        | 0                        | 0                        | 0                 | 0                 | 0                 | 0                 | 15       | 1      | 1           | 0          |
| E. Çelebi            | 0             | 0             | 0             | 0             | 0                        | 0                        | 0                        | 0                        | 0                 | 0                 | 0                 | 0                 | 0        | 0      | 0           | 0          |
| A. Čerin             | 5             | 0             | 1             | 0             | 0                        | 0                        | 0                        | 0                        | 0                 | 0                 | 0                 | 0                 | 5        | 0      | 1           | 0          |